# Yasodharapura
Yaśodharapura (in lingua khmer: យសោធរបុរៈ, la "città che porta gloria") fu la capitale dell'impero Khmer nel suo periodo di maggior splendore. Il sito che la ospitava è oggi universalmente noto come Angkor (dal sanscrito Nagara, "città"), ma si tratta di un termine entrato in uso quando oramai era pressoché disabitato, come testimoniato da iscrizioni su pietra che ancora agli inizi del XIV secolo citano la capitale col nome originario. Il suo nucleo venne riedificato più volte, mantenendo il nome originario anche nella sua ultima incarnazione: la città cinta da possenti mura edificata da Jayavarman VII, oggi nota come Angkor Thom.

## La fondazione di Yasodharapura
La successione al potere di Yasovarman I al padre Indravarman I alla fine del IX secolo non fu pacifica, come spesso succedeva tra i khmer. Questo perché tradizionalmente i khmer riconoscevano la trasmissione di titoli e diritti anche alla linea materna. Contemporaneamente ai lavori intrapresi nella capitale da lui ereditata, Hariharalaya, il nuovo sovrano promosse l'edificazione di una nuova capitale circa 18 km a nordovest.
Venne iniziata la costruzione di un enorme baray con asse est-ovest, di 7500 metri di lunghezza per 1830 di larghezza, con un'altezza massima delle acque di 4 metri. Attualmente asciutto, aveva una capacità massima di 55 milioni di metri cubi. Si trattava del Yasodharatataka, o Baray orientale, che sarebbe stato il primo bacino idrico della nuova capitale.
Forte del controllo di una vasta area (in parte tramite vassalli), come dimostrato dall'ampia distribuzione di iscrizioni caratteristiche del suo regno, e di un surplus di manodopera e risorse alimentari, Yasovarman fondò un nuovo tempio-montagna, il Phnom Bakheng, che ne avrebbe costituito il centro ideale, e vi trasferì il devaraja, secondo l'iscrizione del tempio di Sdok Kok Thom.
La predilezione di Yasovarman per luoghi che si elevavano sulla piana alluvionale, di alto significato simbolico, è testimoniata dalla costruzione di templi su tutte le principali alture della zona, oltre a Phnom Bakheng: Phnom Krom, Phnom Dei e Phnom Bok.
Sono state avanzate diverse ipotesi per spiegare le ragioni dello spostamento della capitale, a partire dal non voler utilizzare la medesima sede reale e di culto di un predecessore da lui ucciso e voler piuttosto stabilire un proprio tempio di stato, più grande e maestoso di quelli dei predecessori, come affermazione di potere. Altre tesi prendono in esame ragioni più pragmatiche, quali la maggior altezza del terreno del nuovo sito (quindi un minor rischio di inondazioni dal Tonlé Sap) o l'altezza della falda freatica, massima proprio nella locazione del Baray orientale, considerato che nel 2005 Pottier ha definitivamente dimostrato la natura artificiale del fiume Siem Reap.

## Riscoperta e ipotesi archeologiche
Grazie a una serie di campagne tra il 1931 e il 1937, Victor Goloubew ipotizzò una correlazione tra il Bakong e Phnom Bakheng e tramite rilevamenti aerei individuò il perimetro della Yasodharapura originaria, un fossato rettangolare di 650 m per 436 m con al suo centro la collina di 99 m di altezza parzialmente livellata su cui sorgeva il tempio-montagna, a sua volta centro ideale (leggermente decentrato, come di regola negli insediamenti khmer) di una città di 4 km di lato. Il lavoro di Goloubew portò Henri Marchal, il sovrintendente di Angkor che collaborò con lui nelle ricerche sul campo, a chiamarla familiarmente Goloupura. Con l'aiuto di elefanti Goloubew si aprì un percorso nella giungla, individuando le due strade assiali principali, con quattro gopura corrispondenti alle porte in prossimità del fossato. Individuò anche i resti di una strada lastricata in laterite che correva verso est, per poi piegare a sud verso il Bakong, congiungendo così le due capitali.
L'ipotesi di Goloubew venne contestata da Bernard Philippe Groslier nel suo fondamentale articolo La cité hydraulique angkorienne: exploitation or surexploitation su sol?. Egli attribuiva al fascino esercitato da Angkor Thom la ricerca di insediamenti precedenti dello stesso stile, modellati secondo rigidi schemi geometrici e recintati, e vi contrapponeva l'ipotesi di un insediamento decentralizzato.
Groslier identificò quattro incarnazioni della città:
- Yaśodharapura I: la fondazione originaria di Yaśovarman nel X secolo, centrata attorno al Phnom Bakheng;
- Yaśodharapura II: XI secolo, correlata alla creazione baray occidentale e alla rettificazione del fiume Siem Reap;[12]
- Yaśodharapura III: primi tre quarti del XII secolo, in relazione all'Angkor Wat e alle opere idrauliche ad esso correlate;
- Yaśodharapura IV: la capitale di Jayavarman VII, l'odierna Angkor Thom.[13]

Negli anni ottanta si accumularono una serie di critiche all'ipotesi della città idraulica, basate su valutazioni del numero di abitanti che l'apparato irriguo fino ad allora scoperto avrebbe potuto sostenere. Acker rilevò comunque che Hariharalaya si trovava in una zona in cui la falda acquifera di base era più elevata che nei centri khmer precedenti e che Yasodharapura si trova praticamente al centro di una zona in cui la falda acquifera è ancora più vicina al terreno e più consistente per dimensioni, aspetto rilevante per la coltivazione del riso, in ragione della porosità e dello scarso contenuto in nutrienti del suolo sabbioso cambogiano. Gli studi compiuti a partire dagli anni novanta con i nuovi mezzi a disposizione, quali i rilevamenti radar effettuati dallo space shuttle Endeavour e l'opera del Greater Angkor Project dell'Università di Sydney confermano il fondamento delle intuizioni di Groslier ed anzi portano a conclusioni stupefacenti circa l'area urbanizzata, ampliandola ad almeno 1000 km².